# Stade Šubićevac
 (juin 2016).
Si vous disposez d'ouvrages ou d'articles de référence ou si vous connaissez des sites web de qualité traitant du thème abordé ici, merci de compléter l'article en donnant les références utiles à sa vérifiabilité et en les liant à la section « Notes et références ».
Le stade Šubićevac est un stade de football situé à Šibenik en Croatie d'une capacité de 12 000 places.
C'est ici que le club de football le HNK Šibenik joue et s'entraîne.